# دیوید گیبز لوید
دیوید گیبز لوید (انگلیسی: David Lloyd; ۷ ژوئیهٔ ۱۹۳۴ – ۱۰ نوامبر ۲۰۰۹) فیلم‌نامه‌نویس، و تهیه‌کننده تلویزیونی اهل ایالات متحده آمریکا بود.
وی همچنین برندهٔ جوایزی همچون جوایز امی ساعات پربیننده و جایزه امی ساعات پربیننده برای نویسندگی مجموعه کمدی شده‌است.